# 镜花缘
《镜花缘》是一部长篇神魔小說，全书一百回，由清代李汝珍创作。小说前半部分描写了唐敖、多九公等人乘船在海外游历的故事，包括他们在“女兒國”、“君子國”、“无肠国”等国的经历。后半部写了武则天科举选才女，由“百花仙子”托生的唐小山及其他各花仙子托生的一百位才女考中，並在朝廷中有所作为的故事。

## 大綱
本書分成三大部份。第一部份是第一至六回，寫《鏡花緣》故事由來，鋪墊出謫凡神話的框架。略謂天星「心月狐」下凡為武則天，稱帝之後，於寒冬下令「百花齊放」，時百花仙子正與麻姑弈棋，不在洞府，所轄眾花神不敢違背武則天旨意，先後綻放，惟牡丹後放，被貶植洛陽（後來變成焦骨牡丹）。天帝以百花仙子錯亂陰陽，「呈豔於非時之候，獻媚於世主之前」，將百花仙子同九十九位花仙謫降凡塵，需遍歷海外，遭險逢難，方可完劫。
第二部份是第七至五十回，寫文士唐敖的海外遊歷與唐小山尋父（尋根）之旅，是《鏡花緣》最受矚目的部份。旅行中見聞多出自《山海經》、《博物志》等古代地理博物小說並加改編，既諷刺時事，也呈現某程度的烏托邦理想。百花仙子托生嶺南文士唐敖家，名唐小山。唐敖科名蹭蹬，心灰意冷，遂生出世之念，乃隨妻兄林之洋與舵工多九公出洋貿易，三人遊海外諸國，覽異聞奇景。途中經歷了「君子國」、「大人國」、「淑士國」、「白民國」、「黑齒國」、「不死國」、「穿胸國」、「結腸國」、「豕喙國」、「長人國」、「伯慮國」、「勞民國」、「女兒國」、「軒轅國」等地，也遇見鮫人、蠶女、當康、果然、麟鳳、狻猊等奇異生物，並見識許多奇風異俗，如女兒國「男子反穿衣裙，作為婦人，以治內事；女子反穿靴帽，作為男人，以治外事」；君子國「國主向有嚴諭，臣民如將珠寶進獻，除將本物燒燬，並問典刑」，人民互讓有禮，「士庶人等，無論富貴貧賤，舉止言談，莫不恭而有禮」。於旅途中，唐敖不僅次第搭救流落海外的「十二名花」，更陸續服食躡空草、朱草等仙家異物，有負重、躍高之能，也堅定其出世離塵之念，最後入小蓬萊成仙。唐小山為找尋父親，與舅父林之洋等再度出海，歷經許多磨難，抵達小蓬萊。在鏡花嶺下收得唐敖書信，命小山改名唐閨臣，返國參加女科，以續後緣。
第三部份從後五十回開始，武則天開試女科，錄取天下才女。唐閨臣等百名才女進京赴試，於宗伯府上展開宴會。小說最後寫唐功臣後代舉義兵勤王反周，攻克酒色財氣四關，斬張昌宗、張易之兄弟於城下，天下復歸李唐，中宗繼位。
《镜花缘》是一部没有完成的作品，作者原本打算寫二百回，但最後只付梓一百回，有不少劇情沒完整交待。宣統二年，華琴珊作《續鏡花緣》，該書為《鏡花緣》的續集，作者認為《鏡花緣》原書的某些情節似乎未完，故有此續作。

## 提倡女權
《鏡花緣》中曾有“提倡女權”的描寫，如第七回小山問唐敏關於赴試一事：「……自然男有男科，女有女科了。不知我們女科幾年一考？求叔叔說明，姪女也好用功，早做準備。」胡適說：“李汝珍所見的是幾千年來忽略了的婦女問題，他是中國最早提出這個問題的人，他的《鏡花緣》是一部討論婦女問題的小說。”認為“此書將來在中國女權史上一定會佔一個很光榮的位置。”
1992年鮑家麟在〈李汝珍的男女平等思想〉一文中指出《鏡花緣》的“反傳統女權”思想：
- 反對纏足
- 反對偏重外在美
- 提倡女子教育
- 主張女子參政
- 反對雙重貞操標準
- 關心婦女之社會福利

## 镜花缘的影射
《镜花缘》的海外之國、异兽奇花皆有所本，裡面的遊記都是出自《山海經》裡面的《大荒經》，夏志清說：“他最關心的是把《山海經》、《拾遺記》、和《博物志》諸地理典籍中的駭異邦域和人物野獸等復活過來。”。

## 人物
唐閨臣是小說中女主人公。本名唐小山，唐敖之女。在女試中取得第一名，後因名姓不好，被武后改為第十一名。
唐敖，小說前篇主角，
唐閨臣之父。後半篇入山修仙，進而開啟下篇唐閨臣遊歷海外尋父的故事。
林之洋，和唐敖一起出海旅行的商人。在被燒掉鬍子後，其相貌被女兒國國王喜愛，是難得一見的美男子。